# Ministero del lavoro, delle cooperative e della previdenza sociale
Il Ministero del lavoro, delle cooperative e della previdenza sociale è il dicastero del governo della Repubblica Islamica dell'Iran preposto alla supervisione delle attività di cooperazione, regolamentazione e attuazione delle politiche applicabili al lavoro e agli affari sociali e il coordinamento della sicurezza sociale.